# SG Ohetal
Die Spielgemeinschaft Ohetal/Frielendorf ist eine Fußballmannschaft aus dem hessischen Frielendorf.

## Hintergrund
In der Spielgemeinschaft haben derzeit vier Vereine ihre Fußballspieler gebündelt, diese setzen sich aus den rund um den Ohebach beheimateten VfL Verna-Allendorf 1945, dem SV Schwarz-Weiß Welcherod 1956, dem  TSV Spieskappel und TuSpo Germania 1906 Frielendorf zusammen. Die Spielgemeinschaft ist bis dato im Ligabereich nicht über den regionalen Bereich hinausgekommen: 1980 stieg die Mannschaft in die Landesliga Hessen auf, die seinerzeitig vierthöchste Spielklasse. In der Debütsaison sowie in der Spielzeit 1983/84 wurde sie Tabellenfünfte, im Sommer 1987 erfolgte als Tabellenvorletzter der Wiederabstieg. Größter Erfolg war die Teilnahme im DFB-Pokal 1979/80, die Mannschaft schied jedoch in einem hessischen Amateurduell gegen den KSV Baunatal nach einer 0:2-Heimniederlage in der ersten Runde aus.